# Lelumu
Lelumu is een bestuurslaag in het regentschap Aceh Tengah van de provincie Atjeh, Indonesië. Lelumu telt 523 inwoners (volkstelling 2010).